# Chil Brook
Der Chil Brook ist ein Zufluss der Themse in Oxfordshire. Er entsteht nordwestlich von Eynsham und verläuft zunächst im Westen, dann im Süden des Ortes. Nach dem Unterqueren der B4044 road, wo ein unbenannter Zufluss in ihn mündet, wechselt er seinen Namen zum Wharf Stream. Unter diesem Namen mündet er östlich der Swinford Toll Bridge in die Themse.